# Garageland Records
Garageland Records var ett svenskt skivbolag och en svensk skivaffär bildad 1983 av Lars Gillén och Tommy Persson.
Garageland har genom åren lanserat flera nu kända band inom heavy metal, rhythm and blues och psykedelisk rock.
År 1989 lanserade man Meshuggah och gav ut dess första skiva Meshuggah/Psykisk Testbild.  Originalvinylen är en av de mest eftertraktade samlarvinylerna någonsin i Sverige. Meshuggah kom senare att bli ett av Sveriges största metalband genom alla tider.
År 1992 lanserade man dessutom The Spacious Mind och gav ut dess första skiva Cosmic Minds At Play. The Spacious Mind kom senare att bli en viktig del av den psykedeliska genren.
Garageland har vidare haft bland annat Cub Koda, The Zettlers, Downliners Sect, Blue Cheer, Nasty Music och Grovjobb signade.
År 2018, efter 35 år, lade Lars Gillén ned Garageland.